# Турецкое национальное движение

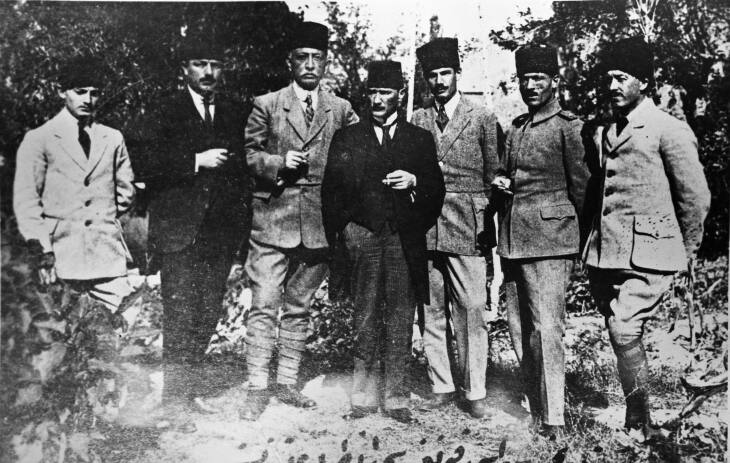
Выдающиеся националисты на Сивасском конгрессе. Слева направо: Музаффер Кылыч, Рауф Орбай, Бекир-Сами Кундух, Мустафа Кемаль Ататюрк, Рушен Эшреф Унайдын, Джемиль Джахит Тойдемир, Джеват Аббас Гюрер

Турецкое национальное движение (тур. Türk Ulusal Hareketi) — военно-политическое объединение турецких революционеров, оформившееся в 1920-е годы вокруг личности Кемаля Ататюрка. Движение выступало за превращение Османской империи в республику, против договора в Севре и раздела Анатолии. Основными идеями были кемализм, светскость, турецкий национализм, большое влияние оказала эпоха Танзимата.
Благодаря союзу с Советской Россией и получению от нее военной и финансовой помощи турецкое национальное движение смогло отстоять суверенитет и территориальную целостность страны, населённой турецким населением.

## Участники

### Лидеры
- Мустафа Кемаль Ататюрк

### Государственные деятели
- Али Фетхи Окьяр
- Рауф Орбай
- Исмет Инёню
- Бекир Сами Кундух

### Публицисты
- Якуп Кадри Караосманоглу
- Халиде Эдиб Адывар
- Мехмет Фуат Кёпрюлю
- Махмут Эсат Бозкурт
- Шюкрю Сараджоглу

### Военные
- Февзи Чакмак
- Кязым Карабекир
- Али Фуат Джебесой
- Мехмет Хайри Тархан